# Villa Lemm

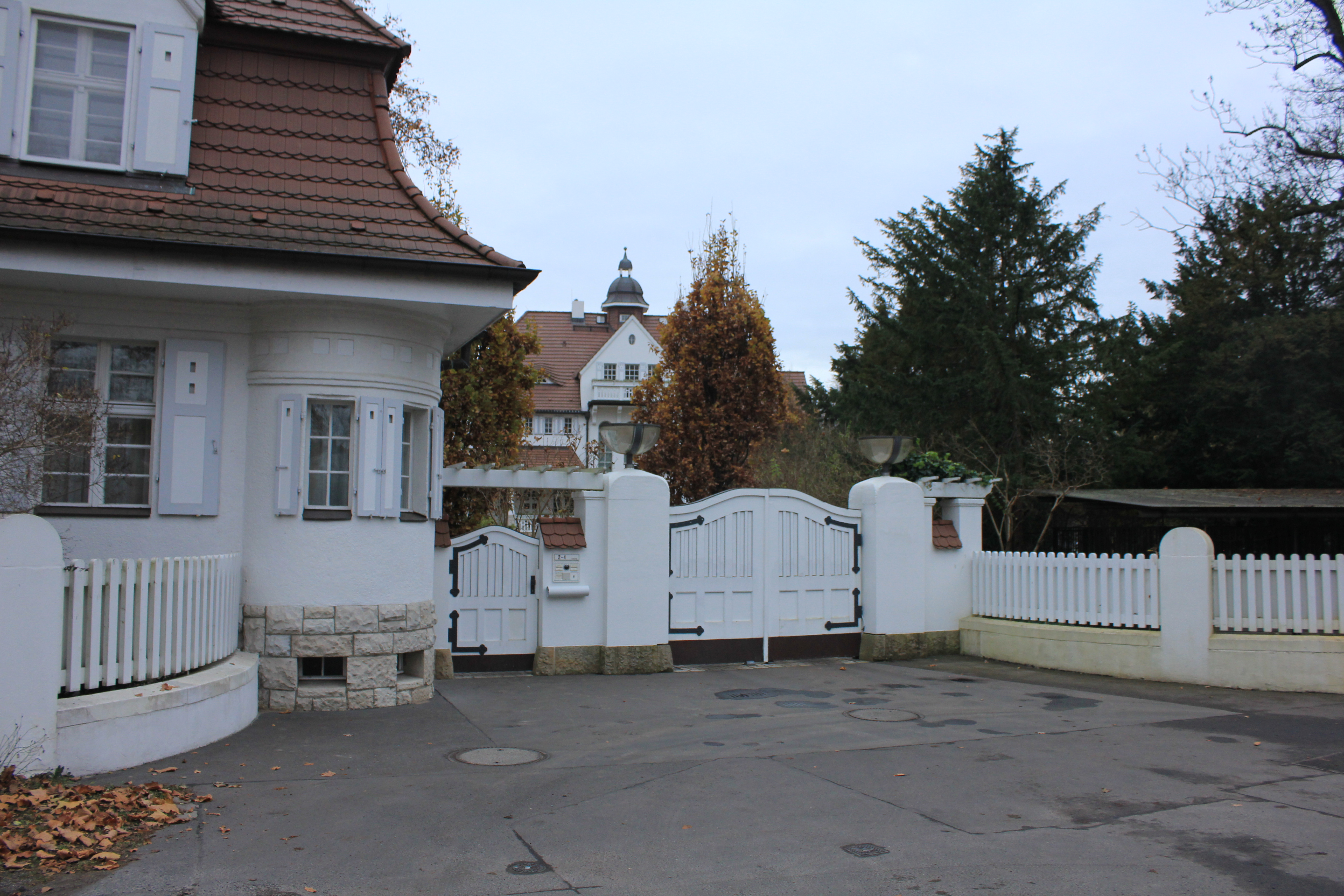
Haupteinfahrt zur Villa Lemm

Die Villa Lemm ist eine von 1907 bis 1908 im englischen Landhausstil erbaute Villa, deren Name sich auf den ersten Eigentümer Otto Lemm bezieht. Sie befindet sich im Berliner Ortsteil Gatow des Bezirks Spandau.
Die Villa diente zwischen 1945 und 1990 als Residenz des Kommandanten des Britischen Sektors von Berlin und gilt bis heute als eines der schönsten und bedeutendsten großbürgerlichen Anwesen Berlins.
Seit 1995 ist die Villa Lemm wieder in Privatbesitz. Zudem ist sie ein eingetragenes Baudenkmal.

## Bauphase (1907–1908)
Im Auftrag des bekannten Berliner Schuhcremefabrikanten Otto Lemm entstand zwischen 1907 und 1908 die Villa als Wassergrundstück am westlichen Ufer der Havel und umfasst seit 1913 eine Gesamtfläche von 24.000 m².
Die Villa entstand im typischen englischen Landhausstil nach den Plänen des Architekten Max Werner und wurde durch das Spandauer Bauunternehmen Paul Florian als zweigeschossiger Bau mit einem ansprechenden hochaufragenden Mansarddach konzipiert und gebaut. Auffällig ist eine symmetrisch aufgebaute Gartenfassade, die eine vorwölbende Veranda umfasst, die im Obergeschoss eine Terrasse vor einem Zwerchgiebel vorhält. Das Erdgeschoss ist wiederum mit schräg gestellten Erkerausbauten verziert und verfügt darüber hinaus über eine Terrasse mit Freitreppe.
Den Eingang zum Anwesen bildet ein der nördlichen Fassade vorgelagerter Anbau. Die Haupteinfahrt erfolgt über ein parallel zur Straße gelegenes Pförtnerhaus.
Das Anwesen steht in der Tradition der englischen Landschaftsgärten des ausgehenden 19. Jahrhunderts und repräsentiert den Wandel des einstigen Dorfes Gatow zu einem modernen Villenvorort Berlins. Die wesentlichen gärtnerischen Arbeiten wurden durch die Berliner Baumschule Späth umgesetzt.

## Nutzung durch die Familie Lemm (1908–1928)

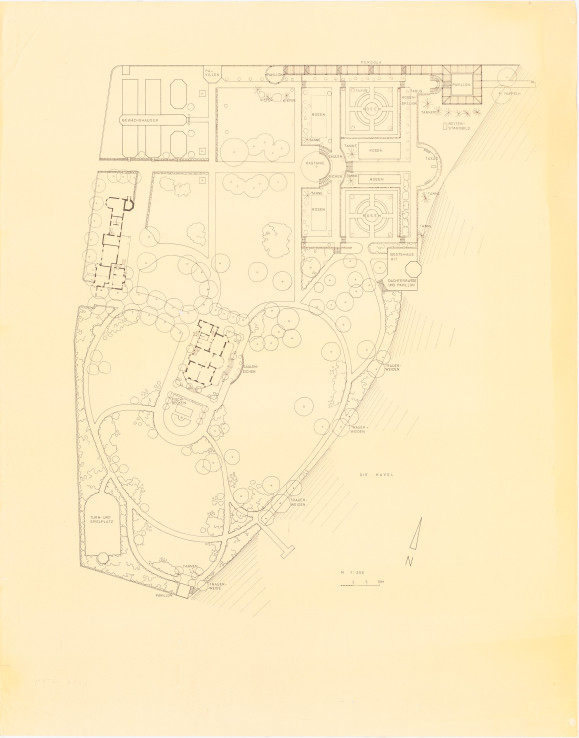
Entwurf der Gartenanlage der Villa Lemm von C. W. Köhler und Carl Kempkes

Mit Fertigstellung des repräsentativen Anwesens bezog der Unternehmer und Fabrikant Otto Lemm mit seiner Frau Clara und den beiden Kindern die nach ihm bis heute benannte Villa Lemm.
Mit dem durchführenden Architekten Max Werner war die Familie eng befreundet.
Lemm machte sich vor allem als Direktor der Charlottenburger Chemische Fabrik Urban & Lemm einen Namen und war Hersteller bekannter Marken wie Urbin.
Zwischen 1912 und 1913 ließ Lemm zahlreiche Ergänzungen auf seinem Grundstück vornehmen, die bis heute Spuren hinterlassen haben. Nach einer Grundstückserweiterung, entstand nach den Plänen der Gartenarchitekten C. W. Köhler und Carl Kempkes von der Baumschule Späth eine Garten- und Terrassenanlage nach oberitalienischem Vorbild, bzw. im Stil der Neorenaissance, die mit aufwendigen Skulpturen und Plastiken geziert waren.
Zudem entstanden ein Palmenhaus, ein Bootshaus, ein Gewächshaus, ein Wirtschaftshaus, aber auch ein Wasserbecken sowie ein Tennisplatz und eine eigene Kegelbahn.
Am 18. Oktober 1920 starb Lemm überraschend, nur wenige Wochen vor seinem 53. Geburtstag. Er ließ sich bereits ab 1917, nach den Plänen seines Freundes Max Werner, auf dem Kaiser-Wilhelm-Gedächtnis-Friedhof in Berlin-Westend ein Mausoleum errichten, in dem er schließlich beigesetzt wurde.
Clara Lemm bewohnte die Villa noch bis 1928 und verkaufte das Anwesen schließlich an den befreundeten Arzt und Pathologen János Plesch. Sie selbst bezog die neu erbaute Villa Clara Lemm in Berlin-Gatow, in der gegenwärtig eine Kindertagesstätte untergebracht ist. Dort verbrachte sie ihre letzten Lebensjahre.

## Nutzung durch die Familie Plesch (1928–1933)
Im November 1928 bezog der ungarisch-deutsche Pathologe und Physiologe János Plesch, der zu jener Zeit als Professor für innere Medizin lehrte, die Villa Lemm, die er jedoch nur als Wochenend- und Urlaubsdomizil nutzte.
Plesch galt als großer Kunst-, Wissenschafts- und Musikliebhaber, was dazu führte, dass die Villa Lemm zu einem Anziehungspunkt des gesellschaftlichen Lebens wurde.
Viele befreundete Persönlichkeiten besuchten das Anwesen fortan, darunter auch Max Slevogt, Emil Orlik, Arthur Schnabel, Fritz Kreisler, Josef Grünberg, Fritz Haber, Max Liebermann, Oskar Kokoschka, Max Reinhardt, Marlene Dietrich und Arturo Toscanini.
Klassische Herrenrunden ließ Plesch regelmäßig in Villa Lemm versammeln, um sich dem „gemeinsamen Interesse Russlands“ zu widmen – wie er autobiografisch festhielt.
Mit dem Physiker Albert Einstein hat Plesch in den Gartenpavillons der Villa Lemm regelmäßig musiziert.
Im Jahr 1933 musste der jüdische Arzt Plesch vor den Nazis fliehen und emigrierte schließlich nach London. Dort war er als erfolgreicher Herzspezialist tätig, nachdem er 1934 seine englische Approbation erlangte. 1949 trat er in den Ruhestand und zog letztlich in die Schweiz.
Acht Jahre später starb Plesch im Alter von 78 Jahren – ohne die Villa Lemm jemals wiedergesehen zu haben.

## Nutzung durch die Familie Seligmann (1933–1939)
Nach der Flucht des bisherigen Eigentümers János Plesch erwarb der Bankier Hans Seligmann die Villa Lemm, um das Anwesen nach Möglichkeit im Familienbesitz zu halten. Seligmann war ein Neffe der Ehefrau von Plesch.
Allerdings musste Seligmann das Anwesen bereits 1939 auf Druck des herrschenden Nazi-Regimes an den Bezirk Spandau abtreten. Das weitere Schicksal Seligmanns ist nicht bekannt.

## Residenz des Bezirksbürgermeisters (1939–1945)
Nach der Beschlagnahme und Enteignung der Villa durch den Bezirk Spandau wurde sie den nationalsozialistischen Bezirksbürgermeistern als Wohnsitz zugesprochen. Bis dahin standen diesen Privaträume im Rathaus Spandau zur Verfügung. Quellen, wonach der Bezirk die Villa bereits ab 1936 in Beschlag nahm, konnten bislang nicht belegt werden.
Es ist zudem nicht überliefert, ob zu dieser Zeit der Name „Villa Lemm“ formal noch geführt wurde.

## Residenz des Stadtkommandanten (1945–1990)
Die Villa Lemm hatte die Wirren des Zweiten Weltkriegs ohne Beschädigungen überstanden.
Nach der Besetzung Deutschlands durch die alliierten Besatzungsmächte wurde der Bezirk Spandau 1945 dem Britischen Sektor zugeordnet. Infolge der Stationierung ihrer Truppen beschlagnahmten die Briten schließlich einige Gebäude und Liegenschaften, darunter auch die Villa Lemm.
Aufgrund des repräsentativen Charakters wurde sie zur Residenz des Kommandanten des Britischen Sektors von Berlin erklärt und zunächst umfangreich saniert. Zudem nahmen die Briten zahlreiche Umbauten vor, sodass erst 1946 mit Eric Nares ein erster Stadtkommandant tatsächlich neuer Hausherr der Villa Lemm wurde.
Das Anwesen rückte mindestens einmal jährlich in den öffentlichen Fokus, wenn ein Mitglied der Königlichen Familie nach Berlin reiste, um die Geburtstagparade auf dem Berliner Maifeld abzunehmen.
In den Jahren 1965, 1978 und 1987 reiste Königin Elisabeth II. persönlich nach Berlin und residierte in dieser Zeit in der Villa Lemm.
Das Anwesen und somit auch die Familie des jeweiligen Stadtkommandanten und deren Besucher, standen ab den 1970er Jahren unter Schutz der 248 German Security Unit – einer deutschen Dienstorganisation der britischen Militärpolizei RMP.
Mit der deutschen Wiedervereinigung, die am 3. Oktober 1990 vollzogen wurde, zogen die Alliierten ihre Stadtkommandanten ab.
Mit Generalmajor Robert Corbett verließ der letzte britische Stadtkommandant die Villa Lemm, die noch einige Monate im leeren Zustand unter dem Schutz der 248 German Security Unit stand und schließlich den deutschen Behörden übergeben wurde.

## Leerstand (1990–1995)
Das Anwesen wurde 1990 zunächst an die Familie des 1957 verstorbenen János Plesch rückübereignet. Noch im selben Jahr erwarb das Land Berlin die Villa durch Kauf und führte umfangreiche Renovierungsmaßnahmen durch.
Mit der Verabschiedung des Berlin/Bonn-Gesetzes und des beabsichtigten Umzugs der wichtigsten Ministerien nach Berlin war die Villa Lemm zunächst als Residenz des Bundeskanzlers vorgesehen. Schließlich scheiterte das Vorhaben aber aufgrund von massiven Sicherheitsbedenken des Bundeskriminalamtes.

## Nutzung durch die Familie Piepenbrock (seit 1995)
Der Unternehmer und Kunstmäzen Hartwig Piepenbrock erwarb 1995 mit seiner Frau Maria-Theresia die Villa Lemm zu einem Gesamtpreis von elf Millionen Mark.
In Zusammenarbeit mit dem Landesdenkmalamt Berlin ließ er das Anwesen zwischen 1995 und 1997 komplett sanieren und vor allem die Gartenanlage wieder in den historischen Stand zurückführen. Ein Swimmingpool und eine von den britischen Streitkräften ausgebaute Tennisanlage wurden entfernt. Auch die Wachhäuschen und Zwingeranlagen, die während der britischen Liegenschaftsnutzung für die eingesetzten Sicherheitskräfte aufgestellt worden waren, wurden entfernt.
Der Kunstliebhaber Piepenbrock führte die Villa Lemm wieder zu ihrem alten Glanz zurück und veranstaltete Ausstellungen und zahlreiche Kunstprojekte auf dem Anwesen. Der Berlinischen Galerie stellte er aus seinen Projekten eine rund 150 Werke umfassende Sammlung zur Verfügung.
2008 zog sich Piepenbrock aus der Öffentlichkeit zurück, nachdem er an Alzheimer erkrankt war. Schließlich starb er im Juli 2013 im Alter von 76 Jahren.
Seine Witwe Maria-Theresia Piepenbrock bewohnt noch immer die Villa Lemm.

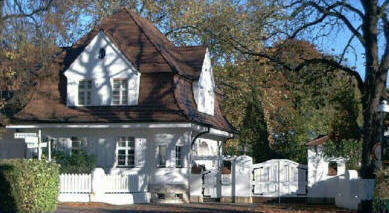
Villa Lemm, Bedienstetenhaus
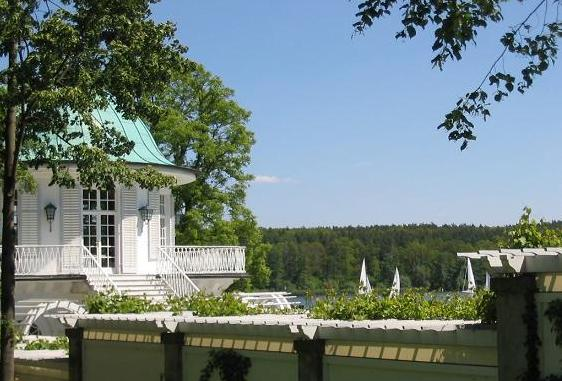
Villa Lemm, Garten
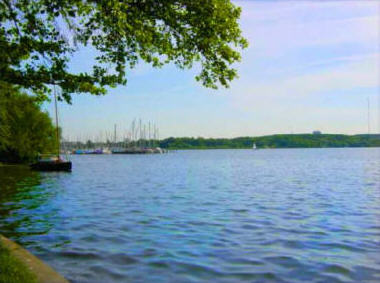
Die Havel an der Badewiese neben der Villa Lemm

## Sonstiges
- Das für die Familie von Otto Lemm errichtete Mausoleum auf dem Kaiser-Wilhelm-Gedächtnis-Friedhof umfasst auch einen kleinen Andachtsraum, der u. a. mit einem Mosaikbild der Villa Lemm geziert ist.
- 1977 brach auf dem Dach der Villa Lemm ein kleinerer Brand aus, der allerdings rechtzeitig durch den britischen Stadtkommandanten Roy Redgrave persönlich gelöscht werden konnte.[5]
- Während der königlichen Besuche in der Villa Lemm wurde die gesamte Wasserseite durch Spezialkräfte und Boote abgesichert und der betreffende Abschnitt der Havel für die Schifffahrt gesperrt.
- Kurze Zeit nach der deutschen Wiedervereinigung wurde die Gartenanlage der Villa unter Denkmalschutz gestellt.